# Mikołaj Jan Krasiński
Mikołaj Jan Krasiński herbu Ślepowron (zm. 1706) – kasztelan małogoski w latach 1694–1706.
Był elektorem Augusta II Mocnego z województwa sandomierskiego w 1697 roku, podpisał jego pacta conventa. Był członkiem konfederacji sandomierskiej 1704 roku.